# Пан Хьо Чін
Пан Хьо Чін (20 вересня 2007 , Тегу ) — південнокорейська стрільчиня, олімпійська чемпіонка 2024 року.

## Виступи на Олімпіадах
| Олімпіада  | Дисципліна                              | Місце |
| ---------- | --------------------------------------- | ----- |
| Париж 2024 | пневматична гвинтівка, 10 метрів        | 1     |
| Париж 2024 | пневматична гвинтівка, 10 метрів, мікст | 22    |

## Зовнішні посилання
- Пан Хьо Чін на сайті ISSF (англійська)
- Пан Хьо Чін на сайті Olympics.com (англійська)